# Maria Grapini

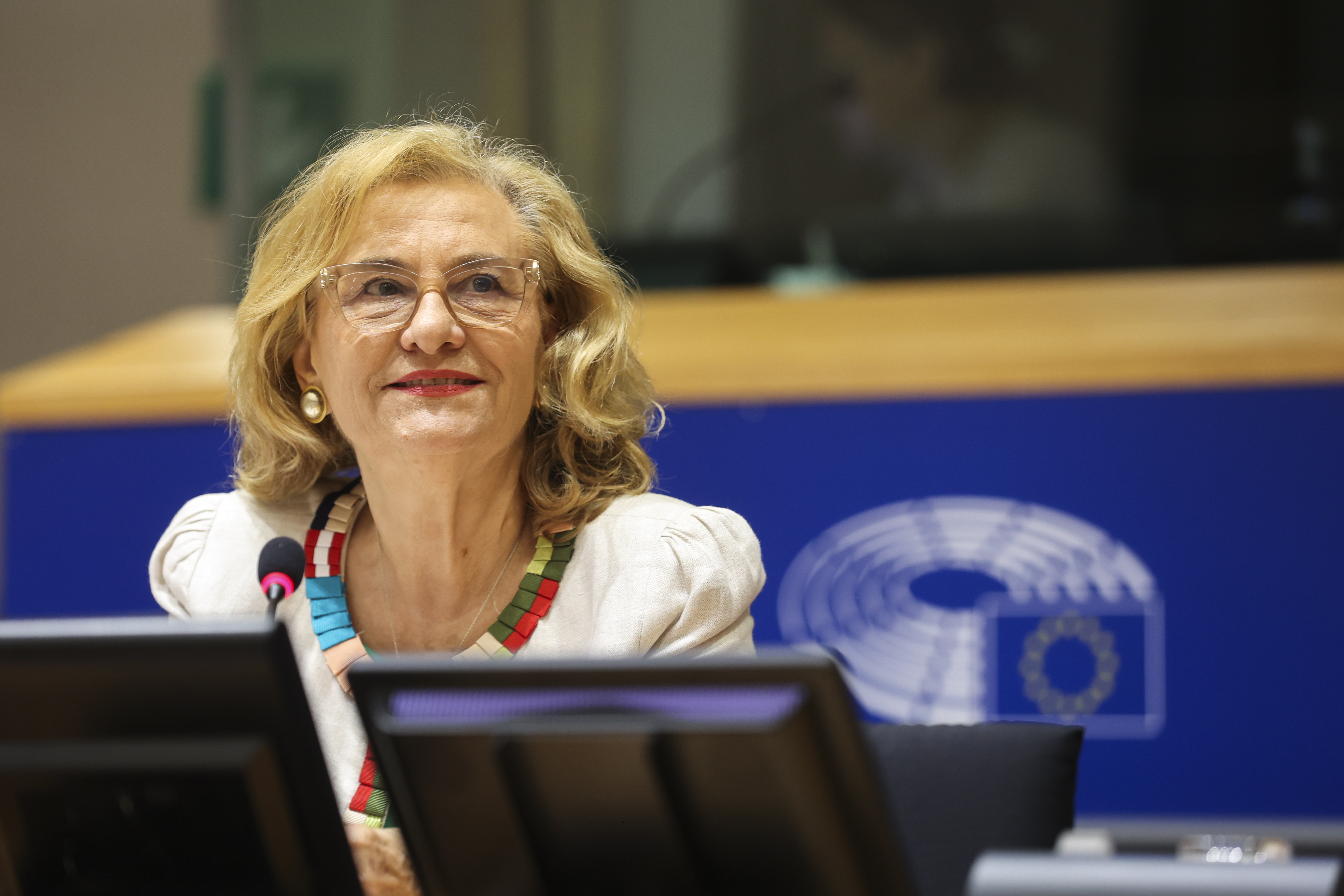
Maria Grapini (2024)

Maria Grapini (* 7. November 1954 in Berești - Galați) ist eine rumänische Politikerin der Partidul Umanist Social Liberal.

## Leben
Im Kabinett Ponta II war Grapini als Tourismusministerin tätig. Grapini ist seit 2014 Abgeordnete im Europäischen Parlament. Dort ist sie Mitglied im Ausschuss für Binnenmarkt und Verbraucherschutz und in der Delegation für die Beziehungen zur Koreanischen Halbinsel.
Die Fusion der Partidul Conservator zur Alianța Liberalilor și Democraților (ALDE) im Juni 2015 vollzog Grapini nicht mit. Stattdessen gründete sie mit anderen die Partidul Puterii Umaniste (Partei der humanistischen Kraft), deren stellvertretende Vorsitzende sie wurde.